# Caonillas Abajo (Villalba)
Caonillas Abajo es un barrio ubicado en el municipio de Villalba en el Estado Libre Asociado de Puerto Rico. En el Censo de 2010 tenía una población de 1448 habitantes y una densidad poblacional de 87,97 personas por km².

## Geografía
Caonillas Abajo se encuentra ubicado en las coordenadas 18°6′6″N 66°26′46″O / 18.10167, -66.44611. Según la Oficina del Censo de los Estados Unidos, Caonillas Abajo tiene una superficie total de 16.46 km², de la cual 15.35 km² corresponden a tierra firme y (6.77%) 1.11 km² es agua.

## Demografía
Según el censo de 2010, había 1448 personas residiendo en Caonillas Abajo. La densidad de población era de 87,97 hab./km². De los 1448 habitantes, Caonillas Abajo estaba compuesto por el 83.98% blancos, el 9.05% eran afroamericanos, el 0.14% eran amerindios, el 4.77% eran de otras razas y el 2.07% pertenecían a dos o más razas. Del total de la población el 99.65% eran hispanos o latinos de cualquier raza.